# Loa (Utah)
Loa es una localidad del condado de Condado de Wayne (Utah), estado de Utah, Estados Unidos. Se encuentra junto a la carretera del estado 24. Según el censo de 2000 la población era de 525 habitantes.

## Geografía
Loa se encuentra en las coordenadas 38°24′10″N 111°38′38″O / 38.40278, -111.64389.
Según la oficina del censo de Estados Unidos, la localidad tiene una superficie total de 2,3 km². No tiene superficie cubierta de agua.
- Datos: Q483311
- Multimedia: Loa, Utah / Q483311

1. ↑  Zip Data Maps, código ZIP n.º 84747.